# مارگو قوکاسیان
مارگو گئورگی قوکاسیان (ارمنی: Մարգո Գևորգի Ղուկասյան؛ زادهٔ ۱۷ آوریل ۱۹۲۷ - درگذشته ۲۷ آوریل ۲۰۱۳) رمان‌نویس و روزنامه‌نگار اهل ارمنستان بود.

## زندگی
وی در ۱۷ آوریل ۱۹۲۷ در لنیناکان به دنیا آمد و از دانشگاه دولتی ایروان فارغ‌التحصیل گشت. از سال ۱۹۷۸ عضو اتحادیه نویسندگان شوروی بود. قوکاسیان عضو اتحادیه نویسندگان ارمنستان نیز بود. وی برنده جوایزی همچون مدال موسس خورناتسی (۲۰۱۱) و روزنامه‌نگار شایسته ارمنستان شوروی شد. وی در ۲۷ آوریل ۲۰۱۳ در سن ۸۶ سالگی در ایروان، ارمنستان درگذشت.